# Aeroportul Regional Helena
Aeroportul Regional Helena (IATA: HLN, ICAO: KHLN, FAA LID: HLN) este un aeroport din Montana, Statele Unite ale Americii ce deservește zona Helena. Aeroportul a fost tranzitat în 2019 de 237.036 de pasageri. A fost numit după zona deservită.
Situat la o altitudine de 1.182 m, aeroportul dispune de 3 piste.

## Infrastructură

### Piste
Aeroportul dispune de 3 piste: 
- pista 05/23 din asfalt, cu dimensiunile 4.644 picioare × 75 picioare
- pista 09/27 din asfalt, cu dimensiunile 9.000 picioare × 150 picioare
- pista 10/28 din Iarbă, cu dimensiunile 1.800 picioare × 50 picioare